# 日向小次郎
日向小次郎，或譯為日向小志強（香港）、日向小志郎、松仁、邱振男（台灣），是日本漫畫《足球小將》中的一個角色，身穿9號球衣，絕招是猛虎射球、新猛虎射球及雷獸射門等等。

## 經歷

### 小學篇
據世青篇記載，在日向入選明和小學足球隊那天，其父親答應翌日下班後會買給他一個新足球，日向十分高興。
翌日，日向因輸掉比賽，生氣地回家。然而，一個更壞的消息在他眼前：他的父親因交通意外去世，只留給他一個足球……
在辦妥父親的後事後，接二連三的打擊不斷纏繞著日向家。先是不少債主前來要求還債，但礙於日向家的收入一直依賴父親一人，日向家根本無力償還。眼看著被追債的母親，日向一怒之下將債主趕走。同時，他亦擔任多兼職賺錢，擔起照顧家庭的責任。
不過艱苦的童年，並無影響日向的足球發展。入選明和足球隊後，他一邊兼職，一邊練習足球，並發誓要奪得全國大賽冠軍，以足球優待生升學。那麼日向家的生活費及學費便可用在其母親及弟妹身上。亦因如此的生活，而他启蒙恩师吉良耕三更是脾气暴躁的酒鬼，形成了日向孤癖的性格及粗糙的盘球技术。加上經常自行練球，不懂跟隊友們配合，其作風一直不受隊友們的認同。然而，因其隊友知道日向因課後要兼職養家，因此即使對他多多不滿，亦十分尊敬他。事實上，在球隊遇到危機時，日向都會挺身而出，助球隊反敗為勝。足見其在球隊的地位是如此重要。
在小學六年級時，日向已成為明和足球隊的隊長，並在縣代表賽以大比數擊敗去年的代表，取得全國大賽的入場券。此前，他因聽聞去年奪冠的修哲小學門將若林源三的實力，故到南葛市打算向其挑戰。當時他以專長的直線盤球，將修哲球員一一撞走，並射入若林的鋼門。然而，當時他並不知若林的腳受傷，更恥笑若林。同時，他亦遇到曾加入明和隊、現時已加入南葛SC的岬太郎，並向岬表示今屆全國大賽的冠軍將為明和FC。
全國大賽開幕，明和FC跟南葛SC被抽至A組的第一場比賽，亦為揭幕戰。當時日向並不知道南葛SC隊長大空翼的實力，賽前更向其「宣誓」，指全國大賽冠軍必為明和FC。比賽開始，翼盤球衝向日向，日向一腳攔截，雙方互不相讓都令對方的腳麻痹。其後，翼再次帶球走向日向面前，以一記「腳跟挑球」穿過日向，射入比賽第一球，此球亦揭開了日向跟翼的長期競爭的序幕。

## 基本資料
- 國籍：日本
- 生日：8月17日
- 出身地：琦玉縣明和市
- 身高：180cm
- 體重：70kg
- 背號：

1. 10（明和FC，東邦學園(國中、高中)）
2. 9（日本少年隊、日本青年軍）
3. 18（祖雲達斯、日本國家足球隊）

- 學歷：明和國小、東邦學園（國中、高中）
- 所屬隊伍：義大利尤文圖斯足球俱樂部
- 位置：前鋒